# Setanta Sports Cup 2011

## Primo turno
| Squadra 1    | Totale | Squadra 2             | Andata | Ritorno |
| ------------ | ------ | --------------------- | ------ | ------- |
| Linfield     | 4−6    | Dundalk               | 3−5    | 1−1     |
| UCD          | 0−2    | Lisburn Distillery    | 0−0    | 0−2     |
| Cliftonville | 3−2    | St Patrick's Athletic | 3−0    | 0−2     |
| Bohemians    | 1−4    | Portadown             | 1−2    | 0−2     |

## Quarti di finale
| Squadra 1          | Totale | Squadra 2       | Andata | Ritorno |
| ------------------ | ------ | --------------- | ------ | ------- |
| Glentoran          | 1−2    | Dundalk         | 0−1    | 1−1     |
| Cliftonville       | 10−6   | Crusaders       | 4−2    | 6−4     |
| Lisburn Distillery | 2−7    | Shamrock Rovers | 0−3    | 2−4     |
| Sligo Rovers       | 5−0    | Portadown       | 3−0    | 2−0     |

## Semifinali
| Squadra 1    | Totale | Squadra 2       | Andata | Ritorno |
| ------------ | ------ | --------------- | ------ | ------- |
| Cliftonville | 2−5    | Dundalk         | 1−3    | 1−2     |
| Sligo Rovers | 1−4    | Shamrock Rovers | 0−2    | 1−2     |

## Finale
| Arbitro: | Alan Kelly |

|  |           |                           |
|  | Marcatori | 65’ O'Neill 90+3’ Dennehy |